# Boulevard Marguerite de Rochechouart
Der Boulevard Marguerite de Rochechouart (ehemals Boulevard Rochechouart) ist eine Straße im Quartier de Rochechouart und Quartier de Clignancourt im 9. und 18. Arrondissement von Paris.

## Lage
Der 730 m lange Boulevard beginnt an der Kreuzung Boulevard de Magenta / Boulevard Barbès. Er liegt auf der Grenze zwischen den zwei Arrondissement: Die ungeraden Hausnummern liegen im 9. und die gerade Hausnummern im 18. Arrondissement. Er ist außerdem durch die Schienenführung der Metro Linie   in der Mitte geteilt: Die Bahngleise führen am Anfang unter die Erde und darüber ist dann eine Allee angelegt. Somit liegt die die Station Barbès – Rochechouart oberirdisch und die Station Anvers unterirdisch.

Die Metro im Verlauf des Boulevard
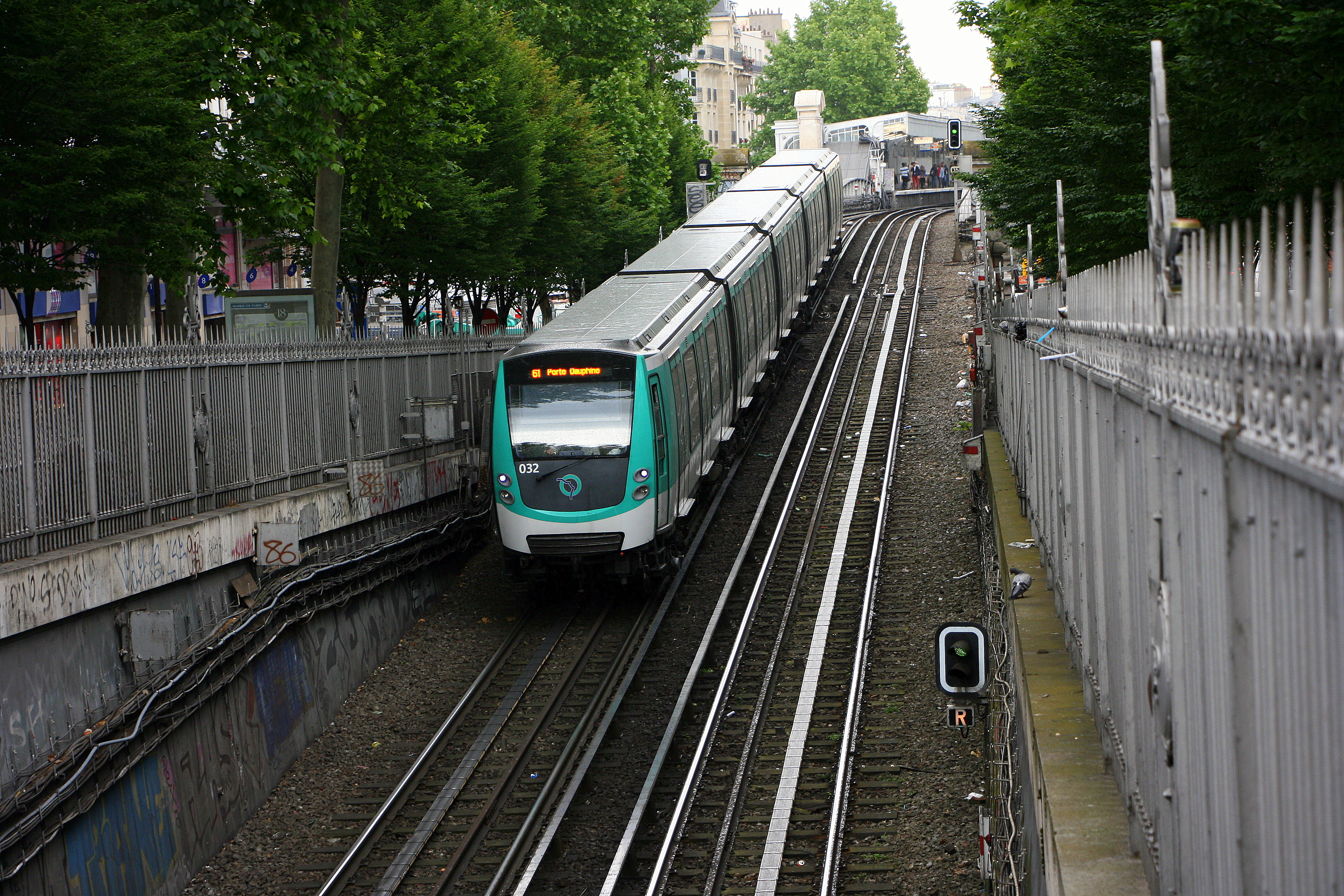
Ab der Station Barbès – Rochechouart fährt die Metro wieder unterirdisch.
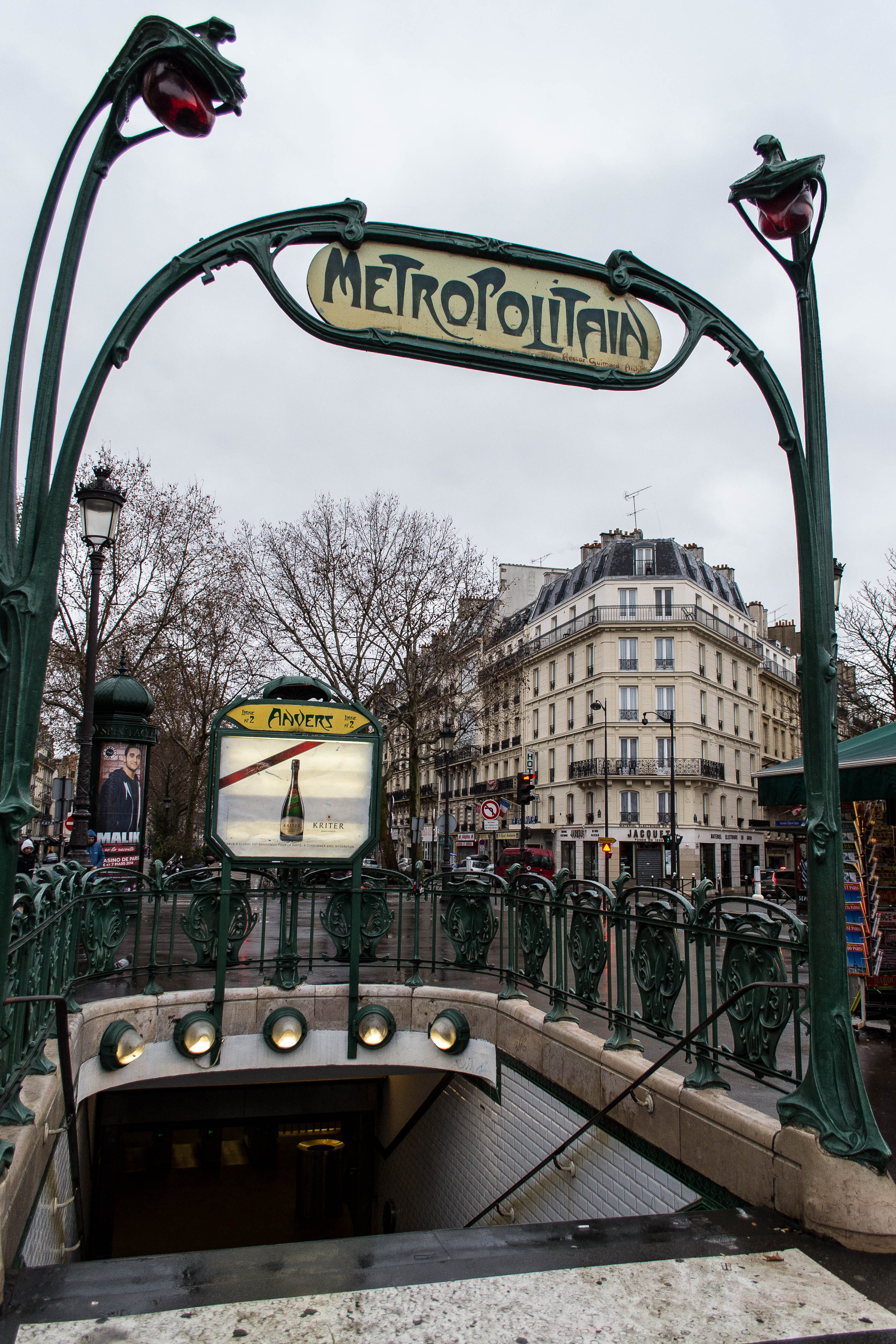
Eingang zur Station Anvers

## Namensursprung

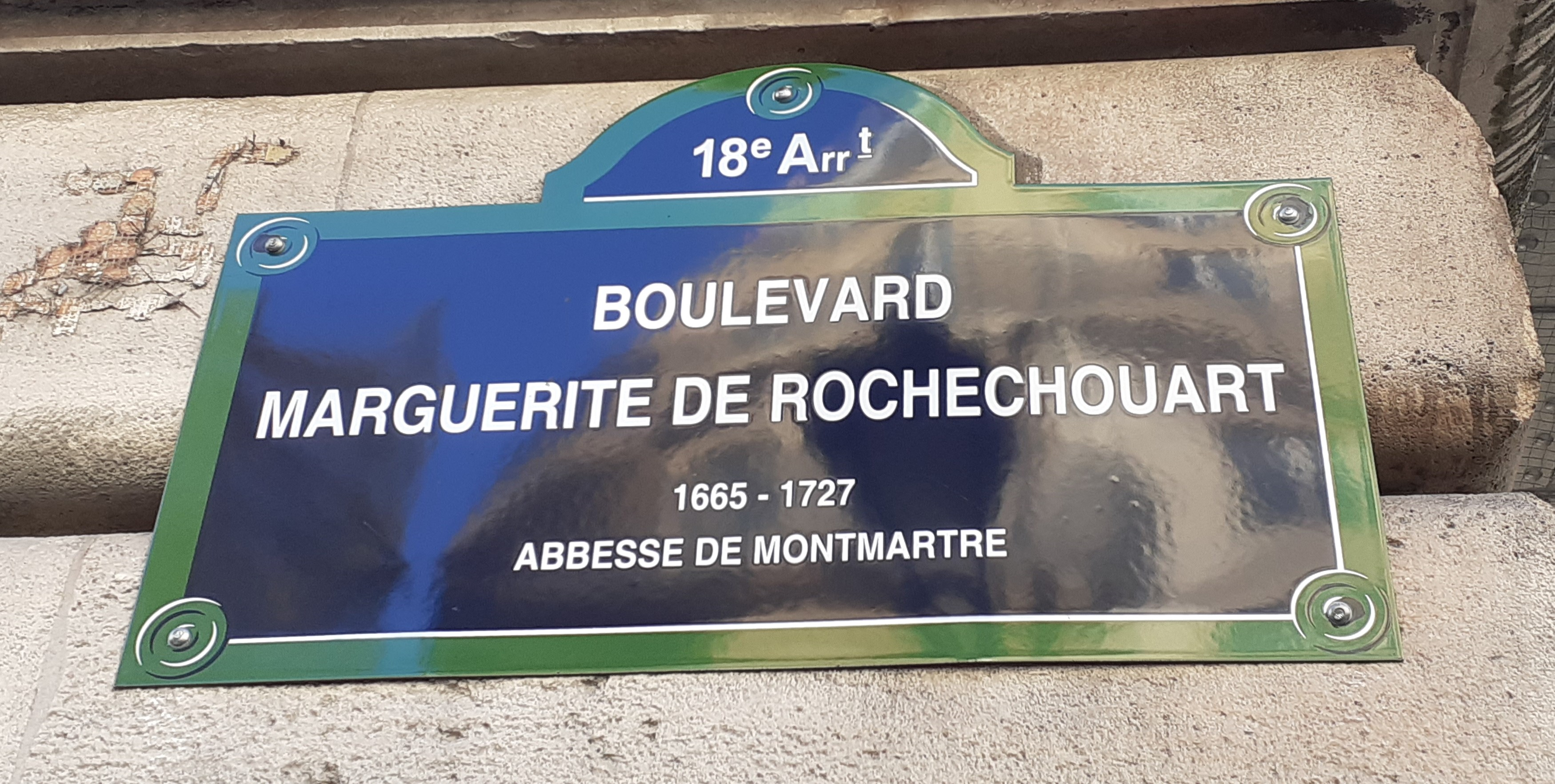

Die Straße ist nach der ehemaligen Äbtissin des Klosters Montmartre, Marguerite de Rochechouart de Montpipeau (1665–1727) (so auch die Rue Marguerite de Rochechouart in der Nachbarschaft) benannt.

## Geschichte
Ehemals verlief der Weg folgendermaßen:
- außerhalb der ehemaligen Zollmauer:
  - Boulevard des Poissonniers, im Bereich des aktuellen Boulevard Barbès und der Rue de Clignancourt
  - Boulevard de Rochechouart, im Bereich der aktuellen Rue de Clignancourt und der Rue des Martyrs
- innerhalb der ehemaligen Zollmauer:
  - Chemin de ronde des Poissonnières, im Bereich der aktuellen Rue du Faubourg Poissonnière und der Rue Marguerite de Rochechouart
  - Place de la barrière de Rochechouart (genannt «Place du Delta»), im Bereich der aktuellen Rue Marguerite de Rochechouart
  - Chemin de ronde de Rochechouart, im Bereich der aktuellen Rue Marguerite de Rochechouart und Rue des Martyrs.

1864 wurde der Boulevard an der Südseite des Montmartre auf den ehemaligen Mauer der Generalpächter unter dem Namen «Boulevard de Rochechouart» errichtet. die Seite mit den ungeraden Hausnummern zwischen der Rue Bochart-de-Saron und dem Place d'Anvers bildete die Grenze der Schlachthöfe von Montmartre.
Der Beschluss Nr. 169 des Conseil de Paris vom Oktober 2019 verfügt, dass Pariser Verkehrswege, die nach Frauen benannt wurden, entsprechend umbenannt werden; der «Boulevard de Rochechouart» wird daher zu «Boulevard Marguerite de Rochechouart».

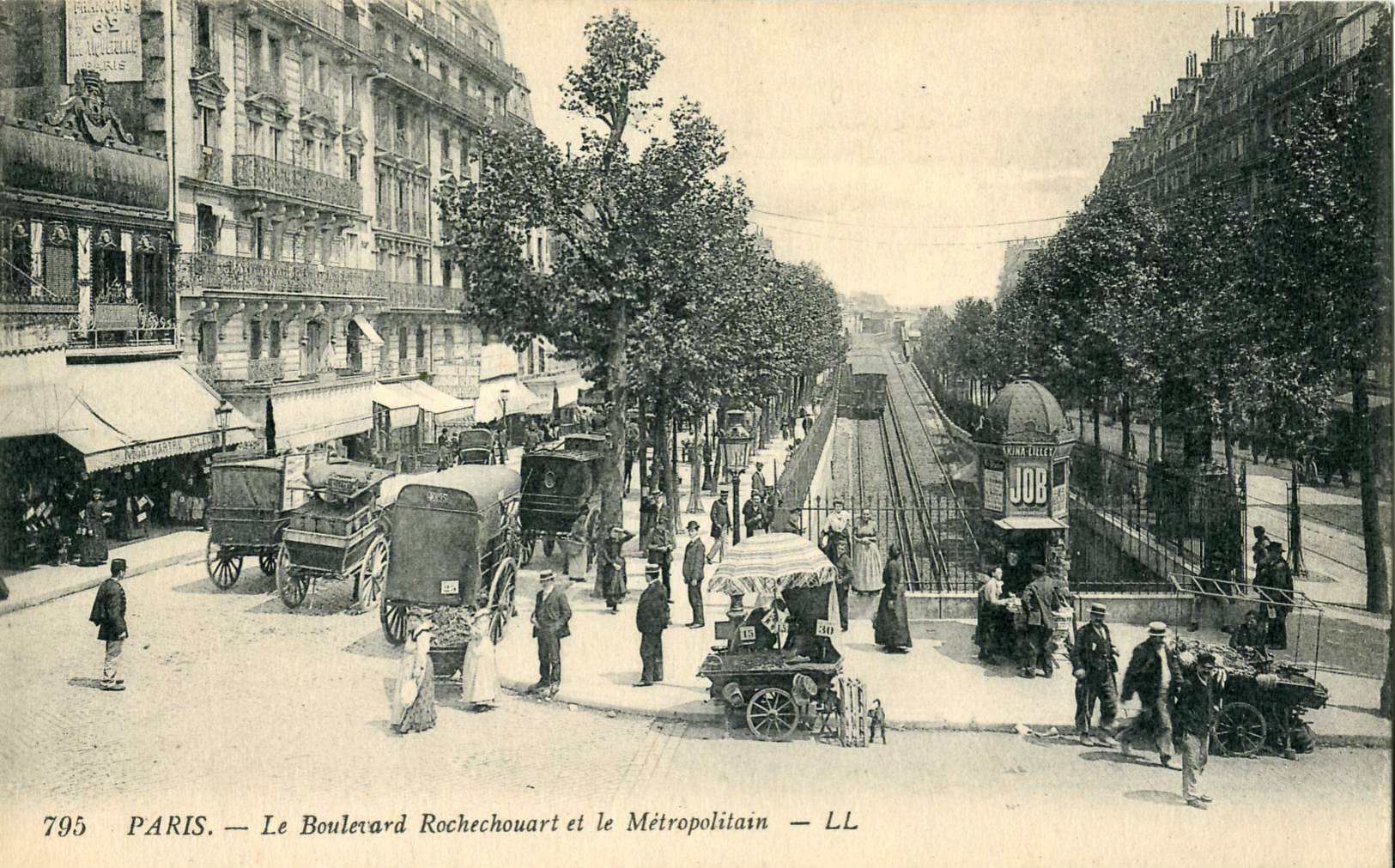
„Abfahrt“ der Metro (um 1910)
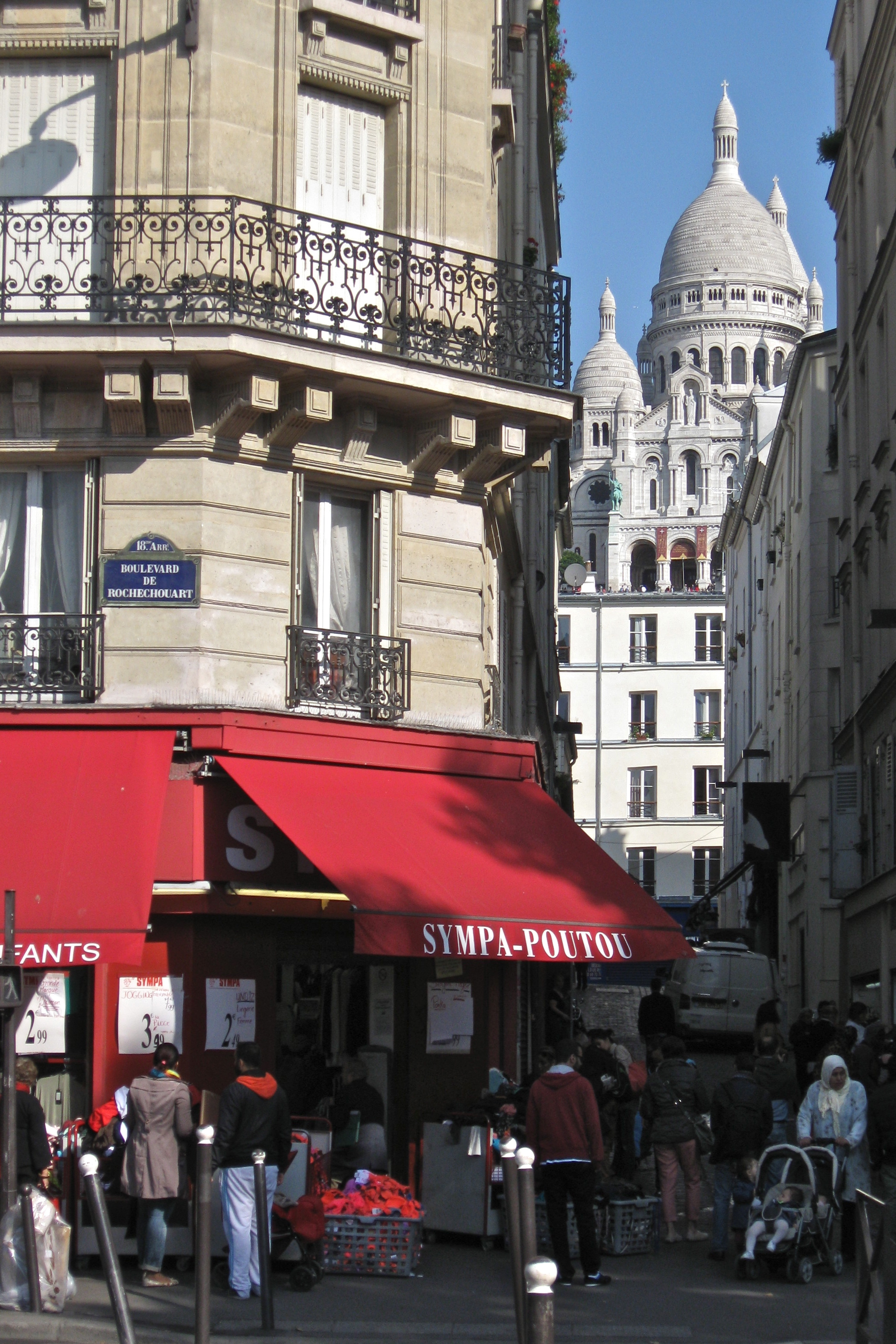
Blick auf Sacré-Coeur durch die Rue Briquet
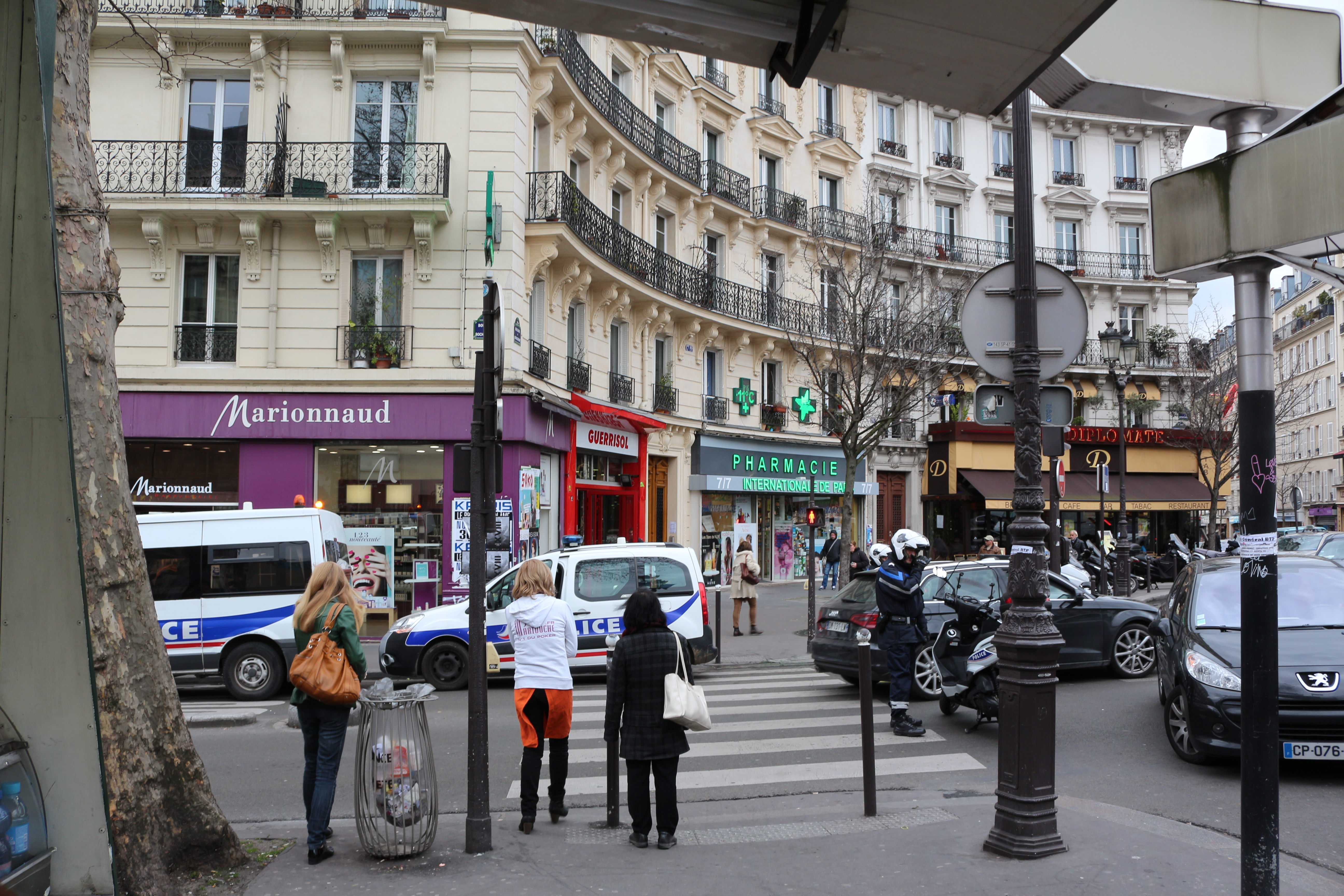
Am Platz des ehemaligen Zollhauses (Hausnummer 17/19)
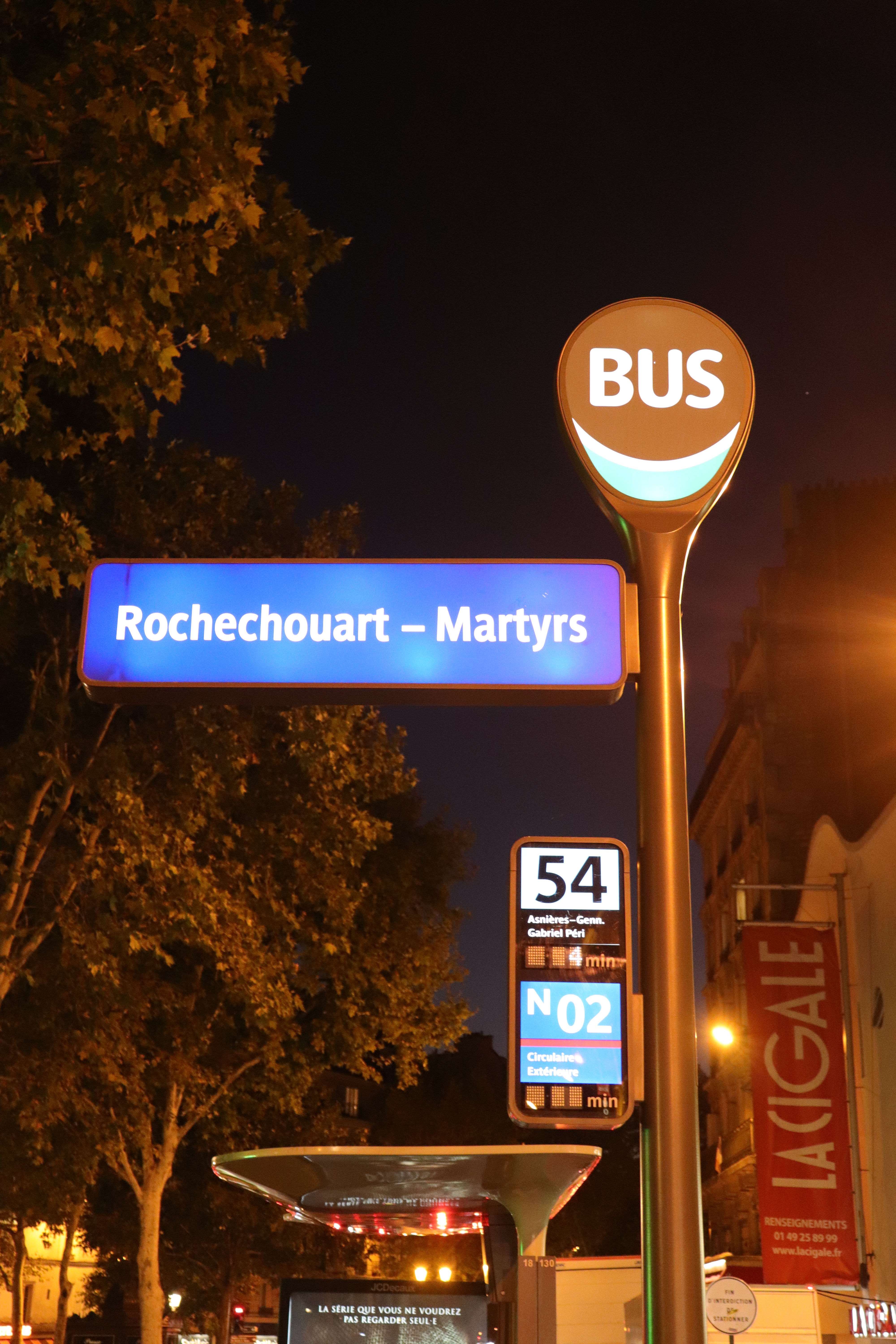
Bushaltestelle bei Nacht

## Sehenswürdigkeiten
- Der Maler Adolphe-Félix Cals (1810–1880) hatte in der Straße eine Wohnung bis zu seinem Tod.[5]
- Nr. 19: Das halbrunde Gebäude steht an dem Platz des ehemaligen Zollhauses.[6]
- Nr. 23: Geburtshaus von Jean Gabin
- Nr. 35: Eugène Berthelon (1829–1916), Maler der Schule von Barbizon richtete sich hier um 1900 ein.[5]
- Nr. 45: Standort der ehemaligen Schlachthöfe vom Montmartre
- Nr. 66: Wohnung des Komponisten Gustave Charpentier (eine Tafel erinnert daran)
- Nr. 84: Das vom Maler Rodolphe Salis (1851–1897) eröffnete Cabaret Le Chat Noir